# Frank Kristensen
Frank Rosendahl Kristensen Michalski (* 10. März 1977 in Agger) ist ein ehemaliger dänischer Fußballspieler.

## Biografie
Kristensen wurde 1977 im Dorf Agger an der dänischen Nordseeküste geboren und spielte in seiner Jugend bei Vestervig Agger. 1997 wechselte der 1,86 m große Stürmer zum Erstligisten Ikast FS, der 1999 in den FC Midtjylland umgewandelt wurde. In dieser Zeit absolvierte Kristensen drei Spiele für die dänische U-21-Nationalmannschaft. Mit dem FC Midtjylland, der wegen der Neugründung zunächst in der zweiten Liga antrat, stieg Kristensen nach einer Saison wieder in die Superliga auf und steuerte in der Folgezeit mit seinen Toren seinen Teil dazu bei, dass sich der Verein in der höchsten Liga etablierte; seine Torgefährlichkeit brachte ihm den Spitznamen „Farlige Frank“ („gefährlicher Frank“) ein. Viermal erreichte er mit dem Verein das dänische Pokalfinale und wurde 2007 und 2008 Vizemeister. Insgesamt bestritt er für den Verein 266 Ligaspiele und erzielte dabei 106 Tore.
Nach fast 14 Jahren im Verein verließ er Midtjylland im Januar 2011 und schloss sich dem Ligakonkurrenten Randers FC an, der am Saisonende in die zweite Liga abstieg. In der folgenden Saison stieg er mit dem RFC direkt wieder in die erste Liga auf. Gemessen an den Erwartungen an Kristensen verlief seine Zeit in Randers jedoch relativ enttäuschend; nachdem er in der Saison 2012/13 bis zum 14. Spieltag auf nur sechs Einsätze – darunter drei Kurzeinsätze und nur einer über die volle Spielzeit – kam, wurde sein Vertrag schließlich im November 2012 mit sofortiger Wirkung aufgelöst.
Nach einem Vierteljahr der Vereinslosigkeit kehrte Kristensen im Februar 2013 nach Midtjylland zurück, kam dort aber im Laufe der Rückrunde und auch in der Vorrunde der folgenden Saison 2013/14 ebenfalls nicht mehr über den Status eines Ersatzspielers hinaus. Er beendete seine Karriere 2014.